# Tyle von Frankenberg
Tyle von Frankenberg (* Frankenberg (Eder)) war ein deutscher gotischer Steinbildhauer und Baumeister des 14. Jahrhunderts.
Um 1350 nahm er Veränderungen an der Liebfrauenkirche in Frankenberg vor. Im letzten Dittel des 14. Jahrhunderts wurde das Langhaus der Marienkirche in Marburg unter der Leitung von Tyle von Frankenberg errichtet. Von 1370 bis 1380 schuf er sein Hauptwerk, die gotische Marienkapelle der Liebfrauenkirche in Frankenberg, für die er zahlreiche Heiligenfiguren aus Sandstein schuf; diese wurden während des Bildersturms von 1606 teilweise zerstört. Um 1374 gestaltete er für die Stadtkirche St. Marien in Homberg (Efze) ein gotisches Schmuckportal.
Aufgrund der stilistischen Ähnlichkeit wird Tyle von Frankenberg auch die Umgestaltung der Burg Hermannstein in Wetzlar zugeschrieben.

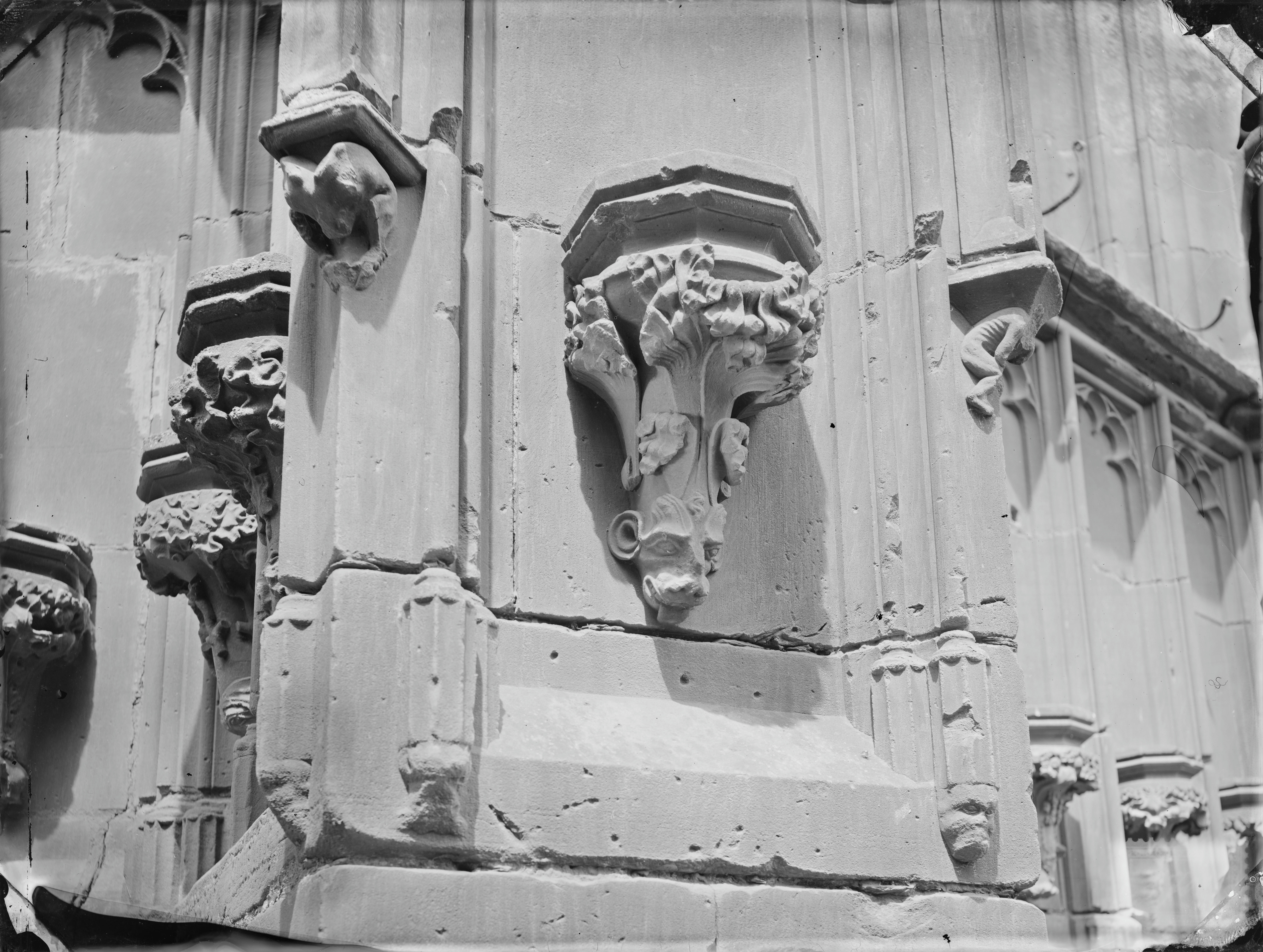
Konsole an der Marienkapelle, um 1380

## Werke
- Figuren in der Marienkapelle in Frankenberg
- Sechs Heiligenfiguren, eine Christusfigur und Torsi von zehn Propheten und Madonnenstatuen im Heimatmuseum Frankenberg
- Wandtabernakel im Chor des Klosters Haina
- Schmuckportal der Stadtkirche in Homberg (Efze)
- Unvollendeter Westbau des Wetzlarer Doms
- Wohnturm der Burg Hermannstein